# Hans Knudsens Plads
Hans Knudsens Plads er en plads på Ydre Østerbro. Ingen andre pladser i Danmark hedder Hans Knudsens Plads. Den omkranses af gaderne Borgervænget, Lyngbyvej og Vognmandsmarken. Den støder op til et lyskryds hvor gaderne Rovsingsgade, Lyngbyvej, Borgervænget og Helsingørmotorvejen mødes. Ryparken Station ligger 150 meter nord for.

## Gadens historie
Fra 1935 lå ortopædisk hospital ved Lyngbyvej, hospitalet blev nedlagt i 1978 og overført til Rigshospitalet. 
Pladsen blev i 1942 af Københavns Kommune navngivet efter Hans Knudsen, der oprettede Samfundet og Hjemmet for Vanføre, det nuværende Sahva, i en nærliggende bygning. Samfundet opførte i 1957 det markante højhus Kollektivhuset i 11 etager, der i dag rummer boliger og bofællesskaber samt en dagligvareforretning. 
Lyngbyvej blev omlagt i 1931 og i den forbindelse kom der en rundkørsel, som blev nedlagt i 1974.  Da blev Lyngbymotorvejen, som Helsingørmotorvejen hed indtil 2005, nemlig forbundet med Hans Knudsens Plads. 
Pladsen fungerede også som busholdeplads og endestation, både for de Gule Omnibusser (1953-64) og Jyllandsbussen. Derfor var der også en kiosk og frugthandel at finde på Hans Knudsens Plads, så passagerer og andre kunne proviantere til rejsen.
I midten af 1950’erne havde Københavns Handelsbank en afdeling i nr. 2. Westergaards Boghandel fandt man i 4A og tøjbutikken Ryvangens Messe (ved Walter Mortensen) var i nr. 6.

## Transport
Hans Knudsens Plads har to busstoppesteder, foruden at ligge ca. 150 meter fra Ryparken Station: Et i nordgående retning og et i sydgående retning, der begge betjener buslinjerne 14 184 185 150S og 94N.
55°42′47″N 12°33′35″Ø / 55.71306°N 12.55972°Ø